# Big Bang (álbum de La Unión)
Big Bang es el undécimo álbum de estudio del grupo español La Unión, lanzado comercialmente el 11 de mayo de 2010. 
Ese mismo año, La Unión abandonó el sello WEA, con el que habían publicado todos sus álbumes anteriores, y ficharon por Vale Music, dentro del grupo Universal.
El productor principal fue Julián Poker, quien ya había trabajado con el grupo en el álbum recopilatorio de remezclas Love Sessions.
 

El primer y único sencillo del álbum fue el tema El mundo en tus manos, lanzado con el lema "¿Te imaginas que el fin estuviera cerca y que ese fin fuera el principio?"
"Habla del mundo, de las cosas que conoces y se acaban. Sientes pena por ello, pero ese fin da pie a un comienzo de otra cosa. Las canciones tratan temas muy cotidianos: el final de una relación conduce al principio de otra. No hablamos de esoterismo, hablamos pura y llanamente de vida. En constante expansión, igual que el universo al que aluden al titular este nuevo disco 'Big Bang'. Como si los astros se hubiesen puesto de acuerdo, justo cuando los telediarios anunciaban que un cónclave científico conseguía recrear en 'laboratorio' la teoría del Big Bang, el disco entraba en fábrica" La Unión

## El álbum
Desde el álbum El mar de la fertilidad (2002), el grupo no había grabado ningún material nuevo. En 2004 y en 2006, lanzaron material recopilatorio con remezclas y nuevas versiones de éxitos ya conocidos, con la excepción de la canción inédita Sigo Aquí incluida en su recopilatorio Colección Audiovisual 1984 - 2004.
Desde la grabación de El Mar de la Fertilidad, las relaciones se tensaron y dejó de existir química compositiva entre los integrantes. Con Big Bang, ocho años después, el grupo intentó hacer música de nuevo, pero no funcionó, por lo que resultó el último álbum del trío.

### Desempeño comercial
El álbum en su primera semana fue top 34 en la lista de álbumes españoles y, en la segunda, se situó en el puesto 51. 

### El Mundo en tus Manos
Esta canción puede considerarse el último sencillo lanzado por La Unión como trío.
Se estrenó en exclusiva en la web del diario 20 minutos, con el titular El Regreso al futuro de La Unión. El vídeo está protagonizado por la actriz Carla Sánchez y La Unión. El videoclip de El Mundo en tus Manos fue concebido como el primer episodio de una trilogía de videos que finalmente no llegó a realizarse.

## Lista de canciones
1. Big bang (intro) (L. Bolín*, M. Martínez*, R. Sánchez*)
2. Sobrevivir (L. Bolín*, M. Martínez*, R. Sánchez*)
3. La isla (L. Bolín*, M. Martínez*, R. Sánchez*)
4. El mundo en tus manos (L. Bolín*, M. Martínez*, R. Sánchez*)
5. La magia se acabó (L. Bolín*, M. Martínez*, R. Sánchez*)
6. En un Segundo (L. Bolín*, M. Martínez*, R. Sánchez*)
7. Héroe de piedra (L. Bolín*, M. Martínez*, R. Sánchez*)
8. Palabras (Interludio) (L. Bolín*, M. Martínez*, R. Sánchez*)
9. Claro De Luna (L. Bolín*, M. Martínez*, R. Sánchez*)
10. Vi lo que vi (L. Bolín*, M. Martínez*, R. Sánchez*)
11. Hagámoslo (L. Bolín*, M. Martínez*, R. Sánchez*)
12. Volverás (L. Bolín*, M. Martínez*, R. Sánchez*)
13. La noche (L. Bolín*, M. Martínez*, R. Sánchez*)
14. Sobrevivir (Reprise) (L. Bolín*, M. Martínez*, R. Sánchez*)
15. Adiós (L. Bolín*, M. Martínez*, R. Sánchez*)

## Créditos
- Luis Bolín - Bajo y voz
- Mario Martínez - Guitarra
- Rafa Sánchez - Voz